# Gournia

Gournia (Grieks: Γουρνιά, Gournia) is de plek van een oud Minoïsch paleiscomplex, opgegraven in het begin van de 20e eeuw door de Amerikaanse archeologe, Harriet Boyd-Hawes. Gournia ligt in de gemeente Ierapetra op het Griekse eiland Kreta. 